# Alibi.com 2.
Az Alibi.com 2. 2023-ban bemutatott francia filmvígjáték, melyet Philippe Lacheau rendezett. A 2017-es Alibi.com című film folytatása. A főbb szerepekben Lacheau, Élodie Fontan, Julien Arruti, Tarek Boudali, Didier Bourdon és Nathalie Baye látható.
Franciaországban 2023. február 8-án mutatták be a mozikban. Magyarországon szeptember 28-án jelent meg a Prorom Entertainment Kft. forgalmazásában.

## Cselekmény
Miután bezárta az Alibi.com ügynökséget, mert attól félt, hogy elveszíti menyasszonyát, Flót, Greg megkéri a lány kezét. Flo szülei az esküvő előtt találkozni akarnak Greg szüleivel. Greg nem tud megbirkózni szülei tevékenységével, szélhámos apjával és bájos színésznő anyjával, ezért úgy dönt, barátai, Augustin és Mehdi segítségével újra megnyitja ügynökségét, egy utolsó Alibi erejéig, hogy szalonképesebb álszülőket találjon magának. De ahogyan az várható volt, semmi sem megy a terv szerint.

## Szereplők
| Szerep             | Színész           | Magyar hang     |
| ------------------ | ----------------- | --------------- |
| Grégory Van Huffel | Philippe Lacheau  | Szabó Máté      |
| Flo Martin         | Élodie Fontan     | Csuha Borbála   |
| Augustin           | Julien Arruti     | Hamvas Dániel   |
| Mehdi              | Tarek Boudali     | Varga Gábor     |
| Gérard Martin      | Didier Bourdon    | Törköly Levente |
| Marlène Martin     | Nathalie Baye     | Kovács Nóra     |
| Marco              | Medi Sadoun       | Sótonyi Gábor   |
| Maurice            | Philippe Duquesne | Várkonyi András |
| Appoline           | Arielle Dombasle  | Vándor Éva      |
| Daniel             | Gérard Jugnot     | Németh Gábor    |
| Shana              | Reem Kherici      | Peller Mariann  |

## Fordítás
- Ez a szócikk részben vagy egészben  az   Alibi.com 2 című francia Wikipédia-szócikk fordításán alapul.  Az eredeti cikk szerkesztőit annak laptörténete sorolja fel. Ez a jelzés csupán a megfogalmazás eredetét és a szerzői jogokat jelzi, nem szolgál a cikkben szereplő információk forrásmegjelöléseként.